# Epaphras (Koroplast)
Epaphras (altgriechisch Ἐπαφρᾶς) war ein griechischer Koroplast, der im 2. Jahrhundert v. Chr. in Zypern tätig war.
Epaphras ist nur von einer Signatur auf einer Tonstatuette der Göttin Aphrodite mit Eros bekannt. Die vollständige Inschrift Ἐπαφρᾶς Θεοποιὸς ἐποί[ει] weist Epaphras als einen Hersteller von Votivstatuetten aus. Die Statuette befindet sich heute im Cyprus Museum in Nikosia.